# Eberbach
Eberbach (pronunciación en alemán: /ˈeːbɐˌbax/ⓘ) es una población de Alemania, situada al norte del estado de Baden-Württemberg, a 33 km al este de Heidelberg. Pertenece al distrito de Distrito de Rhein-Neckar.

## Historia
Eberbach es una antigua ciudad libre imperial. Su castillo fue citado por primera vez en 1227 por Enrique de Hohenstaufen, rey de Romanos, de la Dinastía Hohenstaufen. En 1330, la ciudad pasó a pertenecer al Electorado del Palatinado, en 1803 al Principado de Leiningen, y desde 1806 ha pertenecido a Baden. Hasta 1924 fue la sede de la oficina de la autoridad (Bezirksamt). En 1977 la ciudad celebró el 750 aniversario de su fundación.

## Lugares de interés
El casco antiguo es la principal atracción de la población, es un recinto peatonal, con cuatro torres bien conservadas, múltiples casas de entramado de madera y algunos restos de la antigua muralla. Igualmente destacan las ruinas del castillo de Eberbach, situadas por encima de la ciudad en una de las montañas de la Selva de Oden que rodea la ciudad y que forman parte de la cadena de castillos que se encuentran a lo largo del río Neckar. Eberbach también se encuentra en la Burgenstraße (vía de castillos), que conduce desde Mannheim hasta llegar a Praga.